# 比肯穹
比肯穹（英語：Beacon Dome）是南極洲的穹丘，位於瑪麗伯德地，處於格里菲斯冰川源頭，海拔高度3,010米，美國地質調查局根據測量和美國海軍拍攝的空中照片繪入地圖，現時由南極條約體系管理。